# Les Sablons (stanice metra v Paříži)

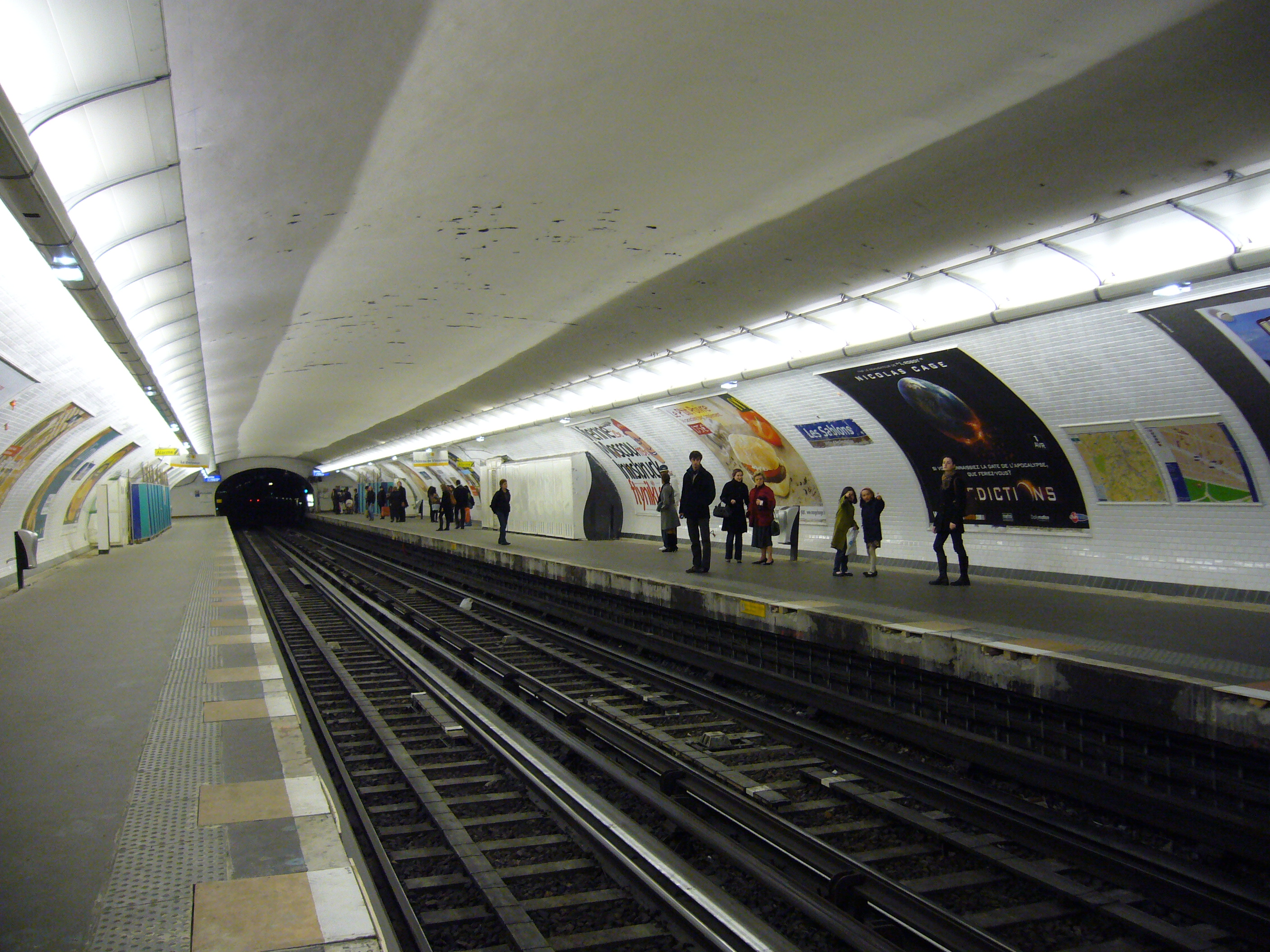
Nástupiště před modernizací

Les Sablons je nepřestupní stanice pařížského metra na lince 1 na pařížském předměstí Neuilly-sur-Seine. Stanice se nachází pod Avenue Charles de Gaulle v místě, kde se s ní kříží ulice Rue Louis-Philippe a Rue d'Orléans.

## Historie
Stanice byla otevřena 29. dubna 1937 při prodloužení linky mezi Porte Maillot a Pont de Neuilly.
V rámci modernizace a přechodu na automatický provoz na lince 1, probíhaly od roku 2008 ve stanici stavební práce. V červenci a srpnu 2009 byla rozšířena a upravena nástupiště a instalovány bezpečnostní dveře.

## Název

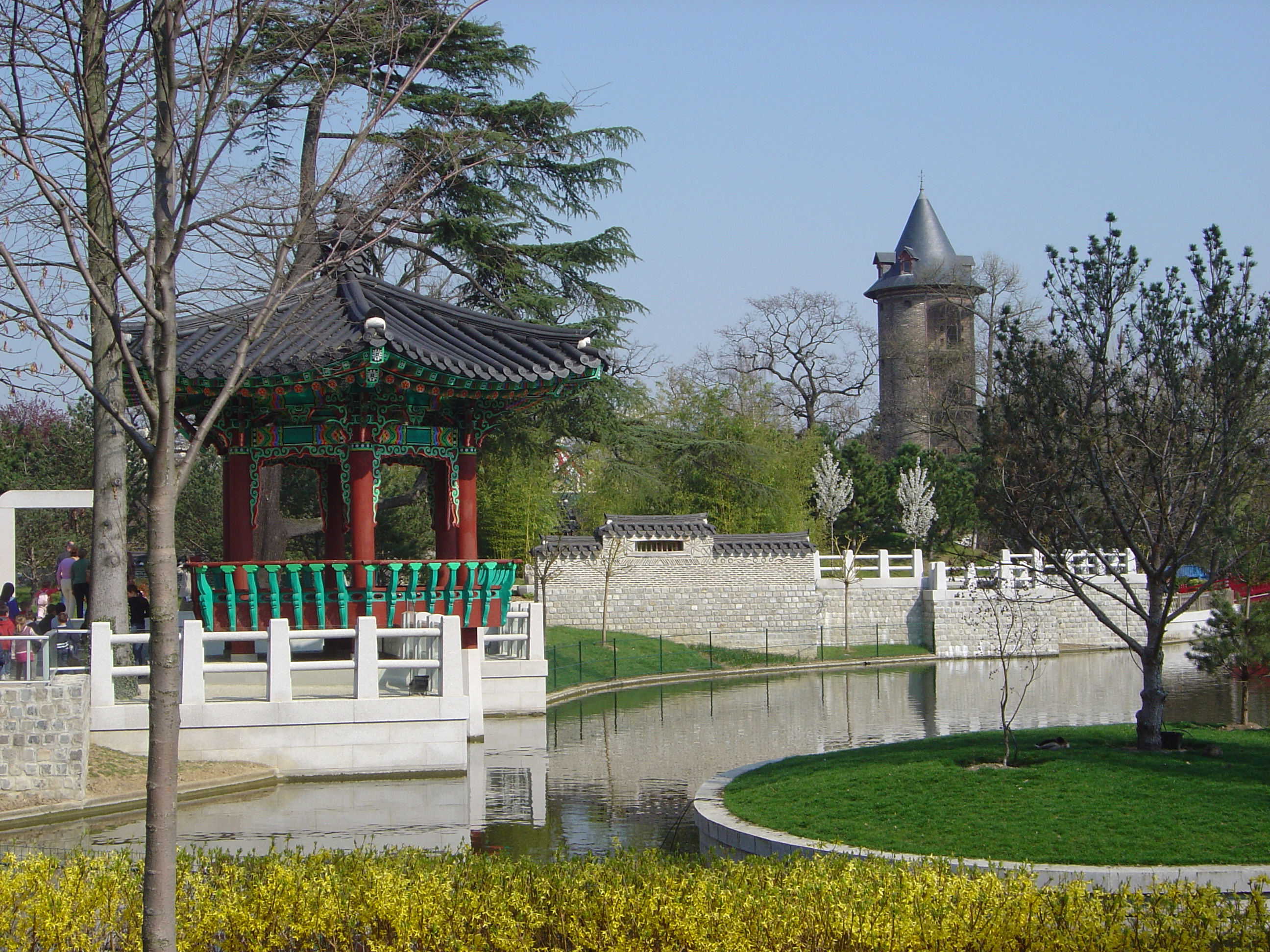
Jardin d'acclimatation

Jméno stanice Les Sablons znamená v překladu jemné písky a je odvozeno od pískoven, které v této čtvrti kdysi existovaly, a ve kterých se těžil písek na stavební práce v Paříži.
Na informačních tabulích je oficiální název stanice doplněn ještě podnázvem psaným malým písmem: Jardin d'acclimatation. Jedná se o nedaleký odpočinkový park v Bois de Boulogne.

## Vstupy
- 2 východy na jižní straně Avenue Charles de Gaulle před domy č. 52 a č. 70 (se vstupem do supermarketu a na poštu)
- 2 východy na jižní straně Avenue Charles de Gaulle před domy č. 85 a č. 103 (ve směru k Jardin d'Acclimatation)

## Zajímavosti v okolí
- Jardin d'acclimatation - malý park, součást Bois de Boulogne